# Physocypria gibbera
Physocypria gibbera är en kräftdjursart som beskrevs av N. C. Furtos 1936. Physocypria gibbera ingår i släktet Physocypria och familjen Cyprididae. Inga underarter finns listade i Catalogue of Life.